# Amphiglossus splendidus
Amphiglossus splendidus är en ödleart som beskrevs av  Grandidier 1872. Amphiglossus splendidus ingår i släktet Amphiglossus och familjen skinkar. IUCN kategoriserar arten globalt som sårbar.
Artens utbredningsområde är Madagaskar. Inga underarter finns listade i Catalogue of Life.

## Bildgalleri

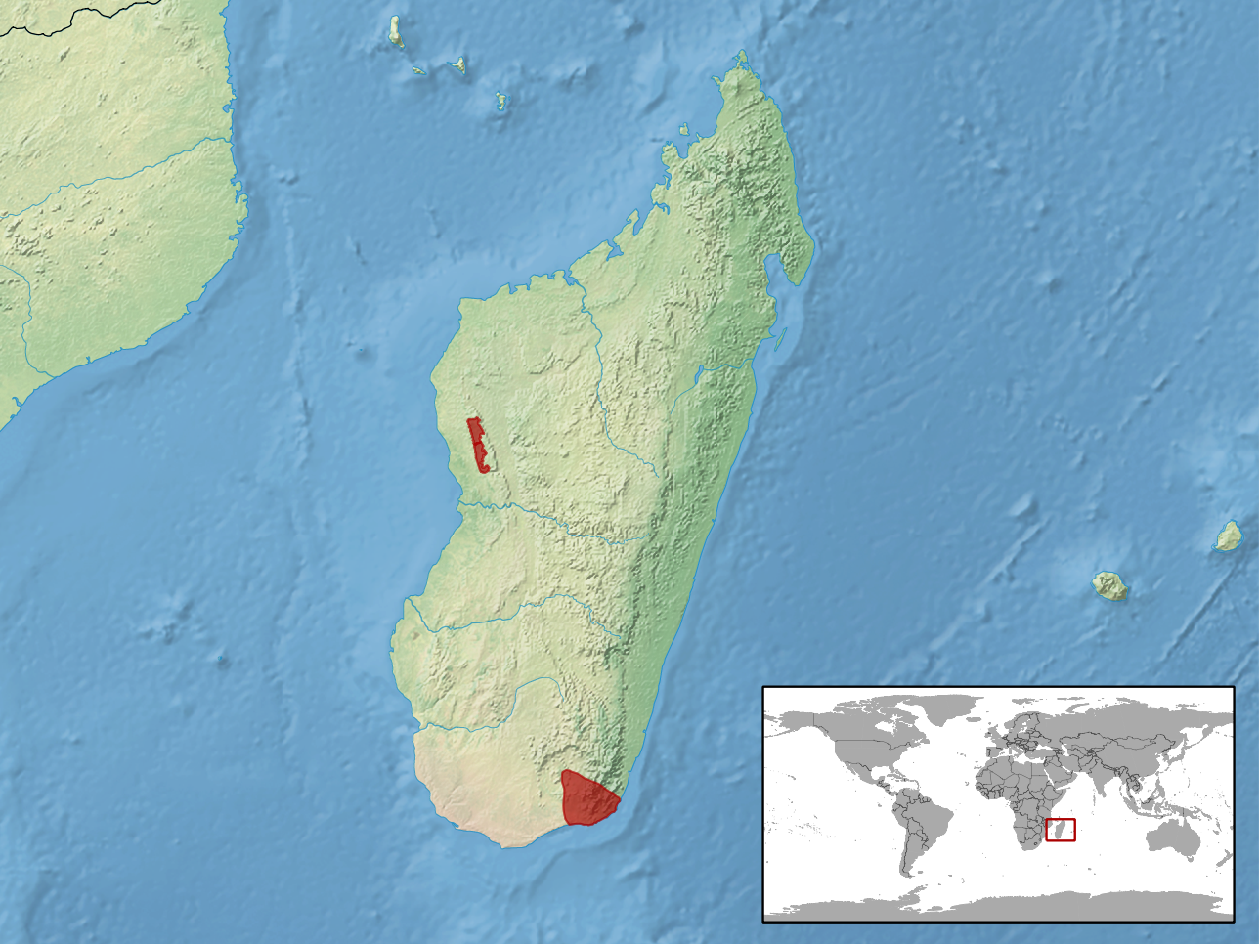